# Kim Moon-hwan
Dans ce nom, le nom de famille, Kim, précède le nom personnel coréen.
Kim Moon-hwan (en coréen : 김문환), né le 1er août 1995 à Hwaseong, est un footballeur international sud-coréen qui évolue au poste d'arrière droit à Al-Duhail SC.

## Biographie

### Carrière en club
Kim Moon-hwan commence sa carrière professionnelle au Busan IPark en 2017. Il joue son premier match avec l'équipe première du club le 4 mars 2017.
Kim signée au Los Angeles FC le 11 janvier 2021,.
Le 18 mars 2022, Kim retourne en K-League 1, chez les Jeonbuk Hyundai Motors.

### Carrière en sélection
En septembre 2018, Kim Moon-hwan est convoqué pour la première fois avec l'équipe nationale de Corée du Sud. Il honore sa première sélection le 7 septembre 2018,.
Le 12 novembre 2022, il est sélectionné par Paulo Bento pour participer à la Coupe du monde 2022.